# Metacanthocephalus pleuronichthydis
Metacanthocephalus pleuronichthydis är en hakmaskart som beskrevs av Yamaguti 1959. Metacanthocephalus pleuronichthydis ingår i släktet Metacanthocephalus och familjen Rhadinorhynchidae. Inga underarter finns listade i Catalogue of Life.